# А̃
La A con virgulilla (А̃ а̃; cursiva: А̃ а̃) es una letra de la escritura cirílica. En todas sus formas se parece a la  Letra latina A con tilde (Ã ã Ã ã).
Esta se usa solo en el alfabeto del idioma khinalug donde representa una vocal abierta posterior no redondeada nasalizada /ɑ̃/.